# Margot Sikabonyi
Margot Sikabonyi, all'anagrafe Laura Marguerite Sikabonyi (Roma, 16 dicembre 1982), è un'attrice italiana.

## Biografia
Nata a Roma da madre canadese e padre ungherese, frequenta l'American Overseas School of Rome, dove ottiene nel 2001 la maturità. Nel 2000 si trasferisce a Parigi per studiare recitazione presso la scuola Cours Simon e anche archeologia e storia dell'arte greca alla Sorbona come uditrice. Inoltre studia danza classica, moderna, funky jazz e hip hop, presso l'Istituto Addestramento Lavoratori dello Spettacolo (I.A.L.S.) e segue un corso di canto. Nel 2005 studia per un semestre biologia marina, indirizzo oceanologia, presso la University of Hawaii at Manoa di Honolulu, ma dichiara di preferire il surfismo alle attività di laboratorio. Nel 2007, dopo aver ottenuto l'idoneità per sostenere l'esame di maturità, consegue il diploma di liceo linguistico. Nell’aprile del 2023 ottiene la laurea in Scienze e Tecniche Psicologiche presso l’Università Mercatorum di Roma. Nel contempo insegna yoga online.

### Carriera
Inizia a recitare a 11 anni, insieme al fratello Alex, in una piccola parte con il nome di Julie, nel film televisivo, diretto da Gianpaolo Tescari Ho un segreto con papà (1994), uscito anche sul grande schermo con il titolo di Mister Dog. Nel 1995 lavora nella serie televisiva I ragazzi del muretto 3, diretta da Gianluigi Calderone e Gianfrancesco Lazotti e trasmessa nel 1996 da Rai 2, dove interpreta il ruolo di Sylvia. L'anno successivo recita in Caro maestro 2, miniserie televisiva in sei puntate, diretta da Rossella Izzo e trasmessa nel 1997 da Canale 5, in cui interpreta il ruolo di Cristina. Successivamente è Erika nel film Ardena (1997), regia di Luca Barbareschi, che la dirigerà anche al suo debutto teatrale avvenuto nel 2000. Nella seconda metà degli anni novanta, è presente stabilmente su Rai 1 nella prima stagione della serie di Un medico in famiglia (1998), dove interpreta il ruolo di Maria Martini.

#### Anni 2000
Nel 2000 è nuovamente sul piccolo schermo nella seconda stagione della serie di Un medico in famiglia. Nello stesso anno è impegnata per la prima volta in un lavoro teatrale, rappresentato al Teatro Parioli a Roma e diretto da Luca Barbareschi, Popcorn - Inferno in diretta, tratto dal romanzo Popcorn di Ben Elton, in cui è co-protagonista con il ruolo di Velvet. Sempre nel 2000 interpreta il ruolo di Julie nel film televisivo Fuga d'amore, titolo italiano di On n'a qu'une vie, diretto da Jacques Deray a Malta e Parigi. Nel 2001 gira il videoclip dei Sottotono, Spirituality, diretto dal fratello Alex. Dopo la partecipazione alla terza stagione della serie di Un medico in famiglia, incluso il doppiaggio del suo personaggio nella serie animata omonima, tra il 2003 e il 2004 veste i panni di Clementina nella commedia musicale, diretta da Pietro Garinei, Aggiungi un posto a tavola, dove è protagonista insieme a Giulio Scarpati. Inoltre gira il cortometraggio, vincitore di vari premi, L'alibi (2004), regia di Marco Cucurnia. Il ruolo di protagonista, insieme a Pietro Sermonti, avuto nella terza stagione di Un medico in famiglia, continua nella quarta stagione in onda nel 2004. Alla fine dello stesso anno gira L'avvocato Guerrieri - Ad occhi chiusi, regia di Alberto Sironi, film televisivo in cui è co-protagonista nel ruolo di Martina Fumai, tratto dal romanzo Ad occhi chiusi di Gianrico Carofiglio, trasmesso il 2 gennaio 2008 da Canale 5. Riprende a lavorare nel gennaio del 2006, dopo un periodo trascorso all'estero, con lo spettacolo teatrale Io sono felice, scritto e diretto da Giuseppe Miale di Mauro, dove recita con Daniele Russo e Ilaria Scarano ed interpreta il ruolo di Giulia. Nello stesso anno gira l'episodio pilota della sitcom Toilette, regia di Francesca Draghetti, e il film Deadly Kitesurf, diretto da Antonio De Feo a Malindi (Kenya), con Giulio Berruti e Alessio Di Clemente. Tra il 2006 e il 2007 gira la quinta stagione della serie di Un medico in famiglia, in onda dal 15 marzo 2007 su Rai 1. Nel 2007 appare anche come guest star nell'episodio Exit Strategy, della prima stagione della sitcom Boris, diretta da Luca Vendruscolo e trasmessa dal 16 aprile 2007 sul canale Fox di Sky. Inoltre gira Lontano da qui, uno degli otto episodi della prima stagione della miniserie TV, in quattro puntate, Rex, regia di Marco Serafini, in onda su Rai 1 nel 2008, anno in cui è anche guest star dell'episodio No logo della seconda stagione della sitcom Boris. Tra il 2007 e il 2008 frequenta la Vancouver Film School, scuola di recitazione di Vancouver, dove gira i cortometraggi Standing on One Leg, regia di Andrew Moxham, e Warehouse Games, scritto e diretto da Alejandro Montoya Marin. Nel 2009 ritorna su Rai 1 con la sesta stagione della serie di Un medico in famiglia.

#### Anni 2010
Nel 2010 è  nella miniserie in due puntate, Sotto il cielo di Roma, regia di Christian Duguay, in onda nel 2010 su Rai 1, interpretando il ruolo di suor Nadia.
Dopo aver debuttato a Bologna, dal 16 febbraio al 7 marzo del 2010 è protagonista, al Teatro de' Servi di Roma, della commedia Tutta colpa degli uomini, scritta e diretta da Francesco Brandi, concludendo questa mini tournée a Bastia Umbra (PG). Successivamente gira la miniserie televisiva in sei puntate, Il commissario Nardone, regia di Fabrizio Costa, in onda su Rai 1 nel 2011, anno in cui è nuovamente Maria Martini nella settima stagione della serie di Un medico in famiglia. Tra il 2010 e il 2011 è nuovamente impegnata in teatro con Voglia di tenerezza di Dan Gordon, regia di Angelo Longoni, con Anna Galiena, spettacolo tratto dal romanzo di Larry McMurtry.
Nel 2012 appare negli episodi: Vecchie leggende, La ricetta perfetta e Inutile nascondersi, della quinta stagione della serie televisiva I Cesaroni, dove interpreta il ruolo di Lisa. Sempre nello stesso anno sono incominciate le riprese dell'ottava stagione della serie di Un medico in famiglia, in onda nel 2013. Nel 2012 è anche protagonista del film, girato in Canada, Two Married People, regia di Jim Bates, di cui è co-sceneggiatrice e co-produttrice esecutiva. Il film ha vinto i MIFF Awards 2014 come miglior sceneggiatura. Inoltre è stato candidato ai premi come miglior recitazione femminile (Margot Sikabonyi) e maschile (Shane Twerdun).
Tra il 2013 e il 2014 è impegnata con lo spettacolo teatrale Costellazioni di Nick Payne, regia di Silvio Peroni, e la nona stagione della serie di Un medico in famiglia. Nel mese di maggio del 2014 gira, a Taipei, il film Taipei Factory II, composto da tre cortometraggi. Il cortometraggio di cui è protagonista è Soap opera. Tra gli altri attori del film ci sono: Marco Foschi e Michele Cesari. Il 31 agosto Taipei Factory II è stato presentato in anteprima mondiale alla 71ª Mostra internazionale d'arte cinematografica di Venezia. Nel 2014 è anche protagonista dello spettacolo teatrale Cock di Mike Bartlett, regia di Silvio Peroni. Con questo stesso spettacolo aveva partecipato alla XI edizione della rassegna Trend – nuove frontiere della scena britannica, svoltasi Roma a marzo del 2012.
Dopo essere rimasta incinta decide di abbandonare la carriera da attrice e di trasferirsi a Vancouver in Canada, paese della madre, per poi fare ritorno in Italia dopo la nascita del secondo figlio.

#### Anni 2020
Il 25 marzo 2021 pubblica per Santelli editore il suo primo libro Respira! Alla ricerca della calma nel caos.
Durante la quarantena del 2020 partecipa al documentario collettivo Tutte a Casa - memorie digitali da un mondo sospeso, regia di Nina Baratta, Cristina D'Eredità ed Eleonora Marino, prodotto dal Collettivo Tutte a Casa, e al film Il cinema non si ferma, regia di Marco Serafini, film commedia di finzione strutturata in vari episodi che raccontano l´emergenza Covid da differenti punti di vista. 
Nel 2022 interpreta una donna sopravvissuta all'Olocausto nel film Bocche inutili.
Nel novembre del 2024 pubblica il suo secondo libro Lara vuole essere felice.

## Vita privata
Dal 2003 al 2009 ha avuto una relazione con il collega Pietro Sermonti, conosciuto sul set della terza stagione della fiction Un medico in famiglia.
È stata legata sentimentalmente a Jacopo Lupi, dal quale ha avuto due figli: Bruno James, nato il 22 maggio 2015, e Leonardo, nato nel marzo 2017. In seguito la coppia si è separata.
Ha un fratellastro e una sorellastra, nati dal primo matrimonio del padre, che vivono a Vienna, e un fratello che vive in Italia.

## Filmografia

### Cinema
- Mister Dog, regia di Gianpaolo Tescari (1995)
- Ardena, regia di Luca Barbareschi (1997)
- Deadly Kitesurf, regia di Antonio De Feo (2008)
- Two Married People, regia di Jim Bates (2012)
- Taipei Factory II - Alla scoperta di Taipei (2014)
- Tutte a casa - Memorie digitali da un mondo sospeso,  regia di Nina Baratta, Cristina D'Eredità ed Eleonora Marino – documentario (2021)
- Il cinema non si ferma, regia di Marco Serafini (2021)
- Bocche inutili, regia di Claudio Uberti (2022)

### Televisione
- Ho un segreto con papà, regia di Gianpaolo Tescari (1994)
- I ragazzi del muretto – serie TV, episodio 3x16 (1996)
- Caro maestro 2 – serie TV (1997)
- Un medico in famiglia – serie TV (1998-2014)
- Fuga d'amore, regia di Jacques Deray (2000)
- Boris – serie TV, episodi 1x11-2x06 (2007-2008)
- L'avvocato Guerrieri - Ad occhi chiusi, regia di Alberto Sironi – film TV (2008)
- Rex – serie TV, episodio 1x08 (2008)
- Sotto il cielo di Roma, regia di Christian Duguay – miniserie TV (2010)
- Ballando con le stelle – programma TV (2011)
- Il commissario Nardone – serie TV (2012)
- I Cesaroni – serie TV, episodi 5x23-5x24-5x25 (2012)

### Cortometraggi
- L'alibi, co-sceneggiatura e regia di Marco Cucurnia (2004)
- Standing on One Leg, regia di Andrew Moxham (2008)
- Warehouse Games, soggetto, sceneggiatura e regia di Alejandro Montoya Marin (2008)

## Teatro
- Popcorn - Inferno in diretta, regia di Luca Barbareschi (2000)
- Aggiungi un posto a tavola di Garinei e Giovannini e Iaia Fiastri, regia di Pietro Garinei (2003-2004)
- Io sono felice, soggetto, sceneggiatura e regia di Giuseppe Miale di Mauro (2006)
- Tutta colpa degli uomini, soggetto, sceneggiatura e regia di Francesco Brandi (2010)
- Voglia di tenerezza, regia di Angelo Longoni (2010-2011)
- Le donne di Picasso, regia di Terry D'Alfonso (2011)
- Cock di Mike Bartlett, regia di Silvio Peroni (2012-2014)
- Fuori di mamma, testo e musiche di Pierre Notte (2012)
- Costellazioni, regia di Silvio Peroni (2013–2014)

## Altre esperienze
- Sei sempre tu – CD singolo (1998)
- Sono gelosa – CD singolo (2000)
- Sanremo Classico 2000 (2000)
- Fotoromanzo di Grand Hotel (2000)
- Spirituality dei Sottotono – videoclip (2001)
- Alda Merini - Mistica d'amore (2010)
- Impariamo l'Opera 2010 (2010)
- Room to Room di Steve Dawson – videoclip (2012)
- La musica provata, regia di Emanuele Sana – documentario (2014)
- È docente di recitazione ad Accademia09

## Libri
- Respira! Alla ricerca della calma nel caos, Milano, Santelli Editore, 2021, ISBN 978-8892920118.
- Lara vuole essere felice, Cairo Editore, 2024, ISBN 978-8830904286.

## Riconoscimenti
- Giffoni Film Festival
  - 2003
- Premio Flaiano
  - 2003
- Mirto d'oro di Poggio Mirteto
  - 2003